# Aféra hnědého psa

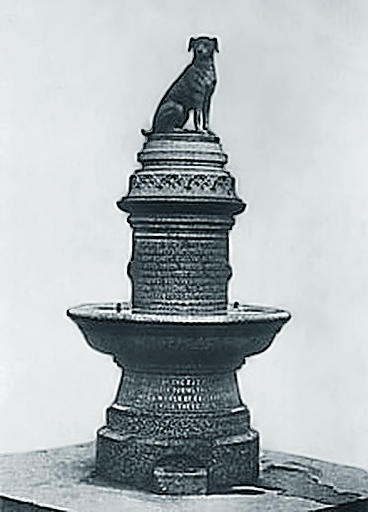
Původní pomník hnědého psa odhalený v roce 1906 v Battersea

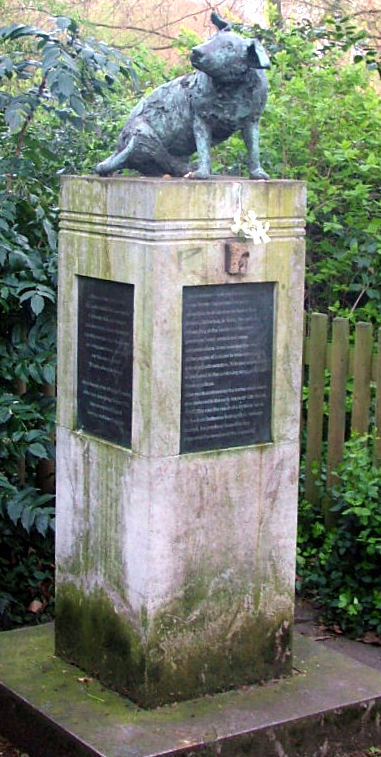
Nový pomník z roku 1985

Aféra hnědého psa (anglicky Brown Dog Affair) byl politický spor týkající se vivisekce, který se rozhořel v edwardovské Anglii mezi lety 1903 a 1910. Na jeho počátku proniklo na přednášky z medicíny na Londýnské univerzitě (University of London) několik švédských aktivistek. Následovaly vyhrocené bitky mezi studenty medicíny a policií, policejní ochrana sochy psa, soudní proces za křivé obvinění u Královského soudního dvora (The Royal Courts of Justice) a ustanovení Královské komise. Ta měla za úkol prošetřit užívání zvířat při vědeckých pokusech. Z této aféry se stal známý případ, který, jak se traduje, rozdělil celou zemi.

## Počátek sporu
Impulsem ke vzniku samotného sporu bylo tvrzení, že v říjnu 1903 provedl William Bayliss z oddělení fyziologie na University College London před očima šedesáti studentů nezákonný chirurgický úkon na hnědém teriérovi. Podle Baylisse a jeho týmu byl pes přiměřeně znecitlivěn, podle švédských aktivistek sebou cukal, a musel tedy být při vědomí. Národní společnost proti vivisekci (National Anti-Vivisection Society) odsoudila toto jednání jako nezákonné a kruté. Bayliss, jehož výzkum na psech vedl k objevu hormonů, byl takovým útokem na svou reputaci pobouřen. Soudil se pro křivé obvinění a soudní při vyhrál.

## Pomník
Odpůrci vivisekce nechali na památku celé události vztyčit bronzovou sochu psa, která byla odhalena v londýnské čtvrti Battersea v roce 1906. Studenty medicíny však rozhořčil její provokativní nápis: „Muži a ženy Anglie, jak dlouho budou ještě podobné věci pokračovat?“ Protože se památník stal terčem častých vandalských útoků, bylo nutno zajistit jeho nepřetržitou čtyřiadvacetihodinovou policejní ochranu před „psími nepřáteli“. Dne 10. prosince 1907 pochodovalo středem Londýna na tisíc „psích nepřátel“, kteří se na Trafalgarském náměstí střetli se sufražetkami, členy odborů a čtyřmi sty strážníky. Byla to jedna z celé řady bitev známých jako „nepokoje hnědého psa“.

## Odstranění pomníku a vznik nového
Městská rada v Battersea, unavena vlekoucím se sporem, poslala v březnu 1910 čtyři pracovníky, aby za doprovodu stodvaceti strážníků sochu pod rouškou tmy odstranili. Poté byla údajně městským kovářem roztavena, a to i přesto, že byla na její podporu sepsána petice, jíž podpořilo přes 20 000 osob. Skupina proti vivisekci nechala o více než sedmdesát let později zbudovat novou sochu hnědého psa, jež byla v roce 1985 vztyčena v parku Battersea. Peter Mason píše, že jediné, co ze staré sochy zůstalo, je hrbolek v chodníku v části, která je dnes známá jako rekreační plocha Latchmere. Na nedalekém plotě paradoxně visí cedule „Psům vstup zakázán“.